# 瑞安市
瑞安市（ずいあん-し）は中華人民共和国浙江省に位置する省直轄の県級市であり、しばらく温州市に代理管轄されている。

## 地理
瑞安は浙江省の東南沿海部に位置する。土地面積のうち21%は風景旅行区であり、海域面積は3,037平方kmである。東シナ海に浮かぶ北麂島、大明甫島、小明甫島、下嶴島、関老爺島などの北麂列島を含む。

## 歴史
239年（赤烏2年）、三国時代の呉により永寧県南部に羅陽県が設置された。268年（宝鼎3年）、羅陽県は安陽県と改められた。280年（太康元年）、西晋により安陽県は安固県と改称された。283年（太康3年）、安固県の南部が分割されて始陽県が設置された。
592年（開皇12年）、安固県は廃止となり永嘉県に編入されたが、622年（武徳5年）に再び安固県が設置された。902年（天復2年）、安固県は瑞安県と改称され、中華民国時代まで沿襲された。
1987年4月15日、県級市に改編された。

## 行政区画
- 街道：安陽街道、玉海街道、錦湖街道、東山街道、上望街道、莘塍街道、汀田街道、飛雲街道、仙降街道、南浜街道、潘岱街道、雲周街道
- 鎮：塘下鎮、馬嶼鎮、陶山鎮、湖嶺鎮、高楼鎮、桐浦鎮、林川鎮、曹村鎮、平陽坑鎮
- 郷：芳荘郷、北麂郷

## 経済
鉄道車両部品製造、電子機械、高分子合成材料が三大事業である。

## 観光
- 東安硐橋：豊湖街にある古い石橋。宋代に建造され、明代に改築、清の乾隆帝の時代に大改修実施。保存状態はよい。
- 観音寺石塔：周湖村万松山麓の観音寺西側にある塔。元の名を千仏塔という。1068年-1071年に建てられたと言われる。
- 孫詒譲旧居：1865年に清代の学者孫詒譲の父が建てた旧宅。
- 利済学堂跡：1885年、漢方医専門学校として開校した建物。薬草植物園などがある。
- 桐渓景勝地：澄んだ渓流が西南の福泉市山から流れてきて大渓に合流する。当時、小川のほとりに桐の木が多かったので、この小川を桐渓と名づけた。

## 瑞安華僑
瑞安は宋代より華僑の本拠地として知られる。瑞安の人々はこの地の苦難のため故郷を離れ、事業を始めるため海を渡ったと言われる。現在、瑞安出身華僑の子孫は世界60カ国に80,000人以上いると言われる。フランスとイタリアの華僑の5人に1人は瑞安出身とも言われる。
特にスペイン、イタリアなどの欧州では、瑞安出身の華僑が瑞安華人協会などを形成している。